# Ilex tutcheri
Ilex tutcheri är en järneksväxtart som beskrevs av Elmer Drew Merrill. Ilex tutcheri ingår i släktet järnekar, och familjen järneksväxter. Inga underarter finns listade i Catalogue of Life.